# Angels in America (minissérie)
Angels in America (intitulado em Portugal Anjos na América) é uma minissérie do canal americano de televisão HBO em 2003, realizada por Mike Nichols. Foi adaptada da peça de teatro homónima de Tony Kushner.

## Resumo
Em 1985 Ronald Reagan está na Casa Branca e a SIDA/AIDS propaga-se rapidamente, fazendo vítimas sem parar. Em Manhattan, Prior Walter (Justin Kirk) conta a Louis Ironson (Ben Shenkman), que foi seu amante por 4 anos, que está com a doença.
Isto faz Louis afastar-se, deixando o namorado doente e solitário, e isto faz sentir-se culpado. Joe Pitt (Patrick Wilson), um advogado mórmon, tem a hipótese de trabalhar em Washington, no Departamento de Justiça, e para isto basta que um influente advogado, Roy Cohn (Al Pacino), pegue no telefone.
Ambos estão contra a parede, pois Roy precisa de alguém de confiança, já que está numa situação bem embaraçosa. Joe sente vontade de aceitar o emprego, mas antes precisa falar com Harper (Mary-Louise Parker), sua esposa, que passa os dias a tomar Valium e aprender sexo na teoria. Cohn e Pitt também tem outra coisa em comum: ambos são homossexuais, sendo que o primeiro não assume por razões profissionais e o segundo por viver um conflito interno.
No meio disto um anjo convida Prior para ser o profeta da morte.

## Elenco
- Al Pacino (Roy Cohn)
- Meryl Streep (Hannah Pitt / Ethel Rosenberg / Anjo da Austrália / Rabino)
- Emma Thompson (Anjo da América / Enfermeira Emily / Mendiga)
- Justin Kirk (Prior Walter / Homem no parque)
- Ben Shenkman (Louis Ironson / Anjo da Europa)
- Mary-Louise Parker (Harper Pitt)
- Jeffrey Wright (Belize / Sr. Lies / Anjo da Antártica)
- Patrick Wilson (Joe Pitt)
- James Cromwell (Henry)
- Brian Markinson (Martin Heller)
- Florence Kastriner (Mãe de Louis)
- Howard Pinhasik (Pai de Louis)
- Robin Weigert
- Michael Gambon
- Simon Callow

## Ficha técnica
Título Original: Angels in America
- Género: Drama
- Tempo de Duração: 352 minutos
- Ano de Lançamento (EUA): 2003
- Site oficial: https://web.archive.org/web/20080718051251/http://www.hbo.com/films/angelsinamerica/
- Estúdio: Avenue Pictures Productions
- Distribuição: HBO
- Realizador: Mike Nichols
- Argumento: Tony Kushner, baseado na peça teatral de Tony Kushner
- Produção: Celia D. Costas
- Música: Thomas Newman
- Fotografia: Stephen Goldblatt
- Desenho de Produção: Stuart Wurtzel
- Direcção de Arte: John Kasarda
- Guarda-Roupa: Ann Roth
- Edição: John Bloom e Antonia Van Drimmelen
- Efeitos Especiais: Riot / The Post Group

## Prémios e nomeações
- Ganhou cinco Globos de Ouro, nas seguintes categorias:
  - Melhor Filme para TV/Mini-série
  - Melhor Actor - Filme para TV/Mini-série (Al Pacino)
  - Melhor Actriz - Filme para Tv/Mini-série (Meryl Streep)
  - Melhor Actor Secundário - Filme para TV/Mini-série/Série (Jeffrey Wright)
  - Melhor Actriz Secundária - Filme para TV/Mini-série/Série (Mary-Louise Parker)
- Foi ainda nomeado nas categorias de:
  - Melhor Actor - Filme para TV/Mini-série (Ben Shenkman)
  - Melhor Actor Secundário - Filme para TV/Mini-série/Séries (Patrick Wilson)
- Ganhou onze Emmy´s, nas seguintes categorias:
  - Melhor Filme/Mini-série
  - Melhor Realizador
  - Melhor Actor (Al Pacino)
  - Melhor Actriz (Meryl Streep)
  - Melhor Actor Secundário (Jeffrey Wright)
  - Melhor Actriz Secundária (Mary-Louise Parker)
  - Melhor Argumento
  - Melhor Direcção de Arte
  - Melhor Caracterização
  - Melhor Edição de Som
  - Melhor Elenco
- Recebeu ainda outras dez nomeações, nas seguintes categorias:
  - Melhor Actriz (Emma Thompson)
  - Melhor Actor Secundário (Ben Shenkman, Patrick Wilson e Justin Kirk)
  - Melhor Fotografia
  - Melhor Guarda-Roupa
  - Melhor Corte de Cabelo
  - Melhor Design do Título
  - Melhor Edição
  - Melhor Efeitos Especiais